# Stina Jämte
Kristina (Stina) Sofia Backman, känd under pseudonymen Stina Jämte, född 15 maj 1891 i Hede församling i Härjedalen, död 7 januari 1979 på äldreboendet Dalsätra i Oviken, var en svensk författare.
Jämtes första berättelse Olles upplevelser på fäbodvallen: berättelser från fjällvärlden utkom 1931. Hon skrev också berättelserna Nära gränsen (1934) och Det gryr över fjällen (1938).